# Rillieux-la-Pape
Rillieux-la-Pape is een gemeente in de Franse Métropole de Lyon (regio Auvergne-Rhône-Alpes). De gemeente telde 31.479 inwoners op 1 januari 2022. De gemeente maakt deel uit van het arrondissement Lyon.

## Geografie
De oppervlakte van Rillieux-la-Pape bedroeg op 1 januari 2022 14,48 vierkante kilometer; de bevolkingsdichtheid was toen 2.174 inwoners per km². De gemeente ligt in de vallei van de Rhône.
In de gemeente ligt spoorwegstation Crépieux-la-Pape. De autosnelweg A46 loopt ten oosten van de gemeente.
De onderstaande kaart toont de ligging van Rillieux-la-Pape met de belangrijkste infrastructuur en aangrenzende gemeenten.

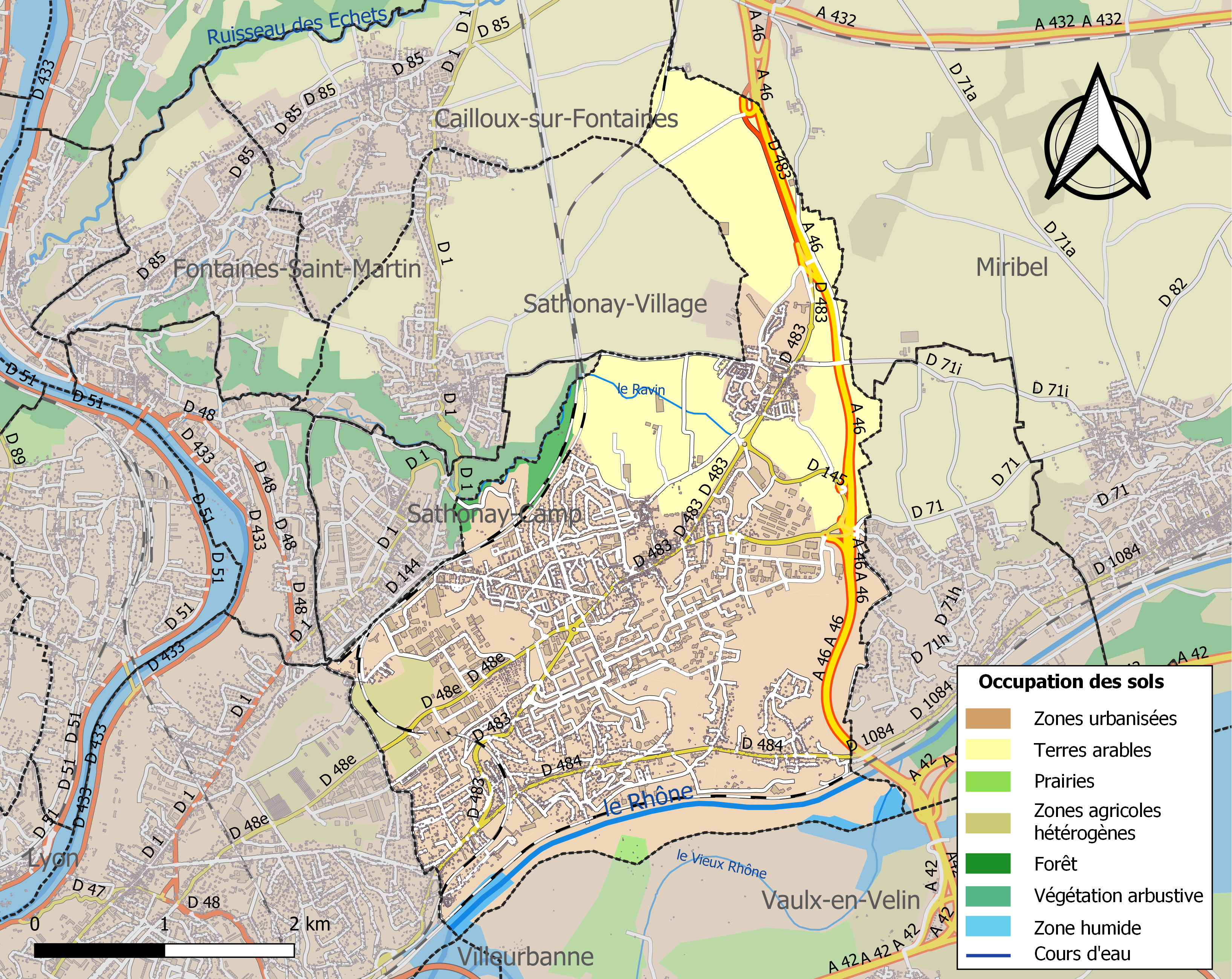

## Geschiedenis
Rillieux werd in 1790 een gemeente; Crépieux-la-Pape werd in 1927 een zelfstandige gemeente. De gemeenten lagen oorspronkelijk in het departement Ain maar gingen in 1967 over naar het departement Rhône. Het waren van oorsprong landelijke gemeenten. Vanaf de jaren 1960 volgde een snelle verstedelijking en vestigden grote bedrijven zich in de gemeenten: Majorette, Feudor, Le Crédit Lyonnais. Rillieux en Crépieux-la-Pape fuseerden in 1972. Tussen de oude dorpskernen van Rillieux en Crépieux-la-Pape werd een nieuwe stad gebouwd.
Op 29 juni 1944 werden in Rillieux-la-Pape zeven Joden vermoord door nazi-collaborateur Paul Touvier. Hiervoor werd hij na de oorlog ter dood veroordeeld. De gemeente werd op 3 september 1944 bevrijd door de Franse generaal Diego Brosset.

## Demografie
Onderstaande figuur toont het verloop van het inwonertal (bron: INSEE-tellingen).

## Stedenbanden
De gemeente heeft stedenbanden met:
- Ditzingen (Duitsland)
- Łęczyca (Polen)
- Natitingou (Benin)